# Joe Gans

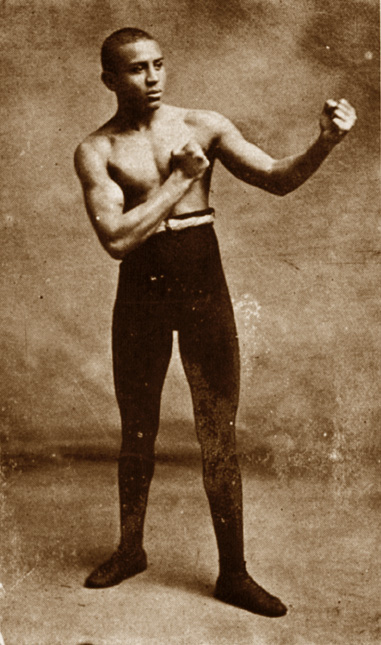
Joe Gans

Joe Gans (Baltimore, 25 november 1874 – aldaar, 10 augustus 1910) was een Amerikaans bokser. Hij was de eerste Afro-Amerikaanse wereldkampioen boksen in de moderne geschiedenis en regeerde onafgebroken als de wereldkampioen lichtgewicht van 1902 tot 1908. Zijn bijnaam was Old Master.
Gans werd op 12 mei 1902 wereldkampioen lichtgewicht door de Zwitser Frank Erne in de eerste ronde uit te schakelen. Hij verdedigde zijn titel 14 keer voordat hij  op 4 juli 1908 verloor op knock-out in de 17e ronde van Battling Nelson.
Gans overleed op 10 augustus 1910 aan tuberculose op 35-jarige leeftijd. In 1990 werd hij opgenomen in de International Boxing Hall of Fame.